# St. Louis CG-5
El St. Louis CG-5 fue un prototipo de planeador militar de transporte estadounidense de los años 40, diseñado y construido por la St. Louis Aircraft Corporation.

## Desarrollo
En 1941, las Fuerzas Aéreas del Ejército de los Estados Unidos decidieron utilizar fuentes secundarias para acelerar la producción de aviones, y la St. Louis Aircraft Corporation fue contratada para diseñar y construir un prototipo de un modelo de planeador de transporte de ocho asientos y otro de quince. Con los ejemplares de St. Louis, en total se ordenaron ocho prototipos de diferentes fabricantes.
Al planeador de ocho asientos modelo SL-5 se le dio la designación militar CG-5 y al prototipo, XCG-5. Howard C. Blosom probó en vuelo el XCG-5 desde Lambert Field en 1942. Demostró tener serios fallos aerodinámicos y problemas estructurales, causando el balanceo del holandés a alta velocidad. El más pesado planeador de quince asientos (designado XCG-6) no fue construido.
Las USAAF ordenaron el Waco CG-3 para cubrir el requerimiento de ocho/nueve asientos, aunque solo se construyeron 100 unidades. El requerimiento de quince asientos fue cubierto por el Waco CG-4, del que se construyeron más de 13 000 ejemplares.

## Variantes
XCG-5
Prototipo de planeador de ocho asientos, uno construido.
XCG-6
Prototipo de planeador de quince asientos, no construido.

## Operadores
Estados Unidos
- Fuerzas Aéreas del Ejército de los Estados Unidos

## Especificaciones (CG-5)
Referencia datos: Skyways

### Características generales
- Tripulación: Dos (piloto, copiloto)
- Capacidad: Seis soldados
- Envergadura: 27 m (88,6 ft)
- Peso cargado: 1724 kg (3799,7 lb)

### Rendimiento
- Velocidad nunca excedida (Vne): 204 km/h (127 MPH; 110 kt)

## Aeronaves relacionadas

### Aeronaves similares
- Frankfort CG-1
- Waco CG-3
- Bowlus XCG-7

### Secuencias de designación
- Secuencia CG-_ (Planeadores de Carga del USAAC/USAAF, 1941-1948): ← CG-2 - CG-3 - CG-4 - CG-5 - CG-6 - CG-7 - CG-8 - CG-9 →